# Coparentalité (concept juridique)
Pour les articles homonymes, voir Coparentalité.
Le mot coparentalité s'impose pour définir le partage des droits et des responsabilités du père et de la mère auprès des enfants. En effet, la réalité voulant que deux parents habitent sous deux toits différents a donné naissance à ce nouveau terme définissant la relation qui survit à la relation conjugale.[pas clair]

## Définition
Le principe de coparentalité repose sur le fait qu'un enfant a toujours et dans tous les cas, le droit de conserver une relation équilibrée avec ses deux parents, même s'ils sont séparés ou divorcés, à moins qu'il soit reconnu utile de le séparer d'un ou de ses deux parents.
Un tel droit est fondé sur le fait qu'être parent est un engagement qu'un adulte prend par respect pour son enfant.
Selon l'article 30 de la constitution italienne, être parent est aussi bien un droit qu'un devoir. En tant que droit, il ne peut pas être contraint avec l'accord d'une tierce personne, même s'il s'agit de l'autre parent. En tant que devoir aussi, parce qu'il est impossible d'y renoncer, de même qu'il n'est pas possible de renoncer à un droit légal.
Ce principe a été initié au début du XXIe siècle par l'Italie grâce à l'Association des Parents Séparés qui, pendant des années, s'est opposé à une culture, une pensée sociale, un système législatif et légal, qui discriminaient les sexes dans un conflit qui opposait les ex-partenaires, et encore plus lorsque des enfants étaient impliqués. De telles associations sont en fait, impliquées également pour résoudre de sérieux problèmes liés à des séparations ou à des divorces, telles que l'enlèvement d'enfants, le syndrome d'aliénation parentale (ou syndrome de Medea), et l'égalité des droits entre les sexes lors des séparations et des divorces devant la justice.

## Origines
Ce mot n'est pas véritablement un néologisme, depuis qu'il existe, il est utilisé dans de nombreux congrès scientifiques, tels que la psychologie, l'anthropologie et la biologie. De plus, sa définition était reliée à des familles unies. En outre, depuis la Convention internationale des droits de l'enfant à New York le 20 novembre 1989, le fait qu'un enfant doit continuer à conserver une relation avec ses parents même séparés, est devenu, de plus en plus, un droit reconnu. Alors, le concept de parents séparés a aussi été étendu aux familles séparées et divorcées.
Il ne doit pas être confondu avec la biparentalité, terme utilisé en biologie et génétique pour désigner la transmission génétique d'être vivant des deux parents.

## Voir également